# Diplazium mapiriense
Diplazium mapiriense là một loài dương xỉ trong họ Athyriaceae. Loài này được Rosenst. mô tả khoa học đầu tiên năm 1909.